# マルタバク
マルタバク(Martabak、Mutabbaq)はインドネシアの伝統的なスナックである。甘いタイプのマルタパク・マニス(Martabak Manis)と甘くないタイプの2種類があり、甘いタイプのマルタバクにはマルタバク・テラン・ブランなどがある。

## 参考資料
- 「インドネシアには2種類のマルタバクがある」 - Shutterstock[信頼性要検証]